# David Trimble
William David Trimble (15. října 1944, Bangor, Severní Irsko – 25. července 2022) byl britský politik, držitel Nobelovy ceny míru a první britský ministr pro Severní Irsko. V letech 1990–2005 byl poslancem Dolní sněmovny za obvod Upper Bann.